# 篠田知典
篠田 知典（しのだ とものり、1989年7月5日 - ）は日本の映画監督である。高知県高知市出身。土佐塾高校、立命館大学映像学部卒業。

## 略歴・人物
高校生の頃に映画への興味を持ち、立命館大学映像学部に進学。在学時に自主映画の製作を始める。
在学中の2012年、大学の友人らと映像制作集団「Weekend in the Kyoto」を結成、主宰。自主映画製作のほか、京都府を中心に活動するミュージシャンのミュージック・ビデオを数多く手掛ける。
2017年には京都市左京区の女の子の暮らしと別れを描いた『左京区ガールズブラボー』を公開。バンドのHomecomingsが音楽を担当したことも話題となり、映画はSNSを中心に好評を博した。映画と音楽の祭典「MOOSIC LAB 2017」ではミュージシャン賞を受賞するなど高い評価を得た。
2018年11月には、新作『下鴨ボーイズドントクライ』を公開。
MOOSIC LABO 2018での上映を皮切りに、全国各地のイベント等で上映が行われた。
2019年には『左京区ガールズブラボー』が台湾の「調味映樂祭」にて上映されるなど、活動の舞台をアジアに広げつつある。

## エピソード
- 「最初は映像制作よりバンドをやりたかった」[4]と語るほど、音楽への造詣が深い。特にインディーロックやシューゲイザー、エレクトロを好む。自身もギターを演奏し、大学時代にはバンド活動の経験もある[要出典]。
- 京都の街で活動を続ける理由について、「京都に住んでるからそこが舞台ってだけ」と語っている。京都という街へのこだわりがあるわけではなく、「今住んでいる場所に自分の描きたい仲間や好きなカルチャーがあるということで、住む場所が変わればそれもまた変わるのではないか」としている[要出典]。

## 主な作品

### 監督・脚本
- 左京区ガールズブラボー（2017年）- 監督・脚本・編集 ／ 出演：渡邊日南子、とみぃはなこ ほか
  - MOOSIC LAB 2017 短編部門 ミュージシャン賞 受賞[5]。
- 下鴨ボーイズドントクライ（2018年） - 監督・脚本・編集 ／ 出演：田中怜子、赤染萌、吉田知生、寺内将明、樫尾篤紀、望月陽平 ほか
  - MOOSIC LAB 2018 短編部門 入選[2]。

### プロデュース
- ハッピー・エンディングス（2022年） - プロデューサー ／ 監督：大崎章、井上康平、出演：髙石あかり、和田庵ほか
  - 第36回高崎映画祭 特別上映作品。
  - MOOSIC LAB 2023 特別上映作品。
- よっす、おまたせ、じゃあまたね。（2023年） - プロデューサー ／ 監督：猪股和磨、出演：橋本淳、稲葉友ほか
  - MOOSIC LAB 2023 特別上映作品。
- まなみ100%（2023年） - プロデューサー ／ 監督：川北ゆめき、出演：青木柚、中村守里ほか
  - 第32回TAMA CINEMA FORUM 特別招待作品[6]。
  - MOOSIC LAB 2023 特別上映作品[7]。

### ミュージックビデオ
- Homecomings「PERFECT SOUNDS FOREVER」「SALE OF BROKEN DREAMS」「ANOTHER NEW YEAR」
- ベランダ「早い話」
- she said「I’ve been insane」「hatred feel」
- Mothercoat「fake a fake」